# Pier Giacomo De Nicolò
Pier Giacomo De Nicolò (ur. 11 marca 1929 w Cattolica, zm. 3 kwietnia 2021 w Rzymie) – włoski duchowny katolicki, arcybiskup, emerytowany nuncjusz apostolski.

## Życiorys
12 kwietnia 1952 otrzymał święcenia kapłańskie i został inkardynowany do diecezji Rimini. W 1956 rozpoczął przygotowanie do służby dyplomatycznej na Papieskiej Akademii Kościelnej.
14 sierpnia 1984 został mianowany przez Jana Pawła II pro-nuncjuszem apostolskim w Kostaryce oraz arcybiskupem tytularnym Martanae Tudertinorum. Sakry biskupiej 20 października 1984 r. udzielił kard. Agostino Casaroli.
Następnie reprezentował Stolicę Świętą w Syrii (1993–1999).
W 1999 został przeniesiony do nuncjatury w Szwajcarii, będąc jednocześnie akredytowanym w Liechtensteinie. 8 września 2004 przeszedł na emeryturę.